# Wimmental

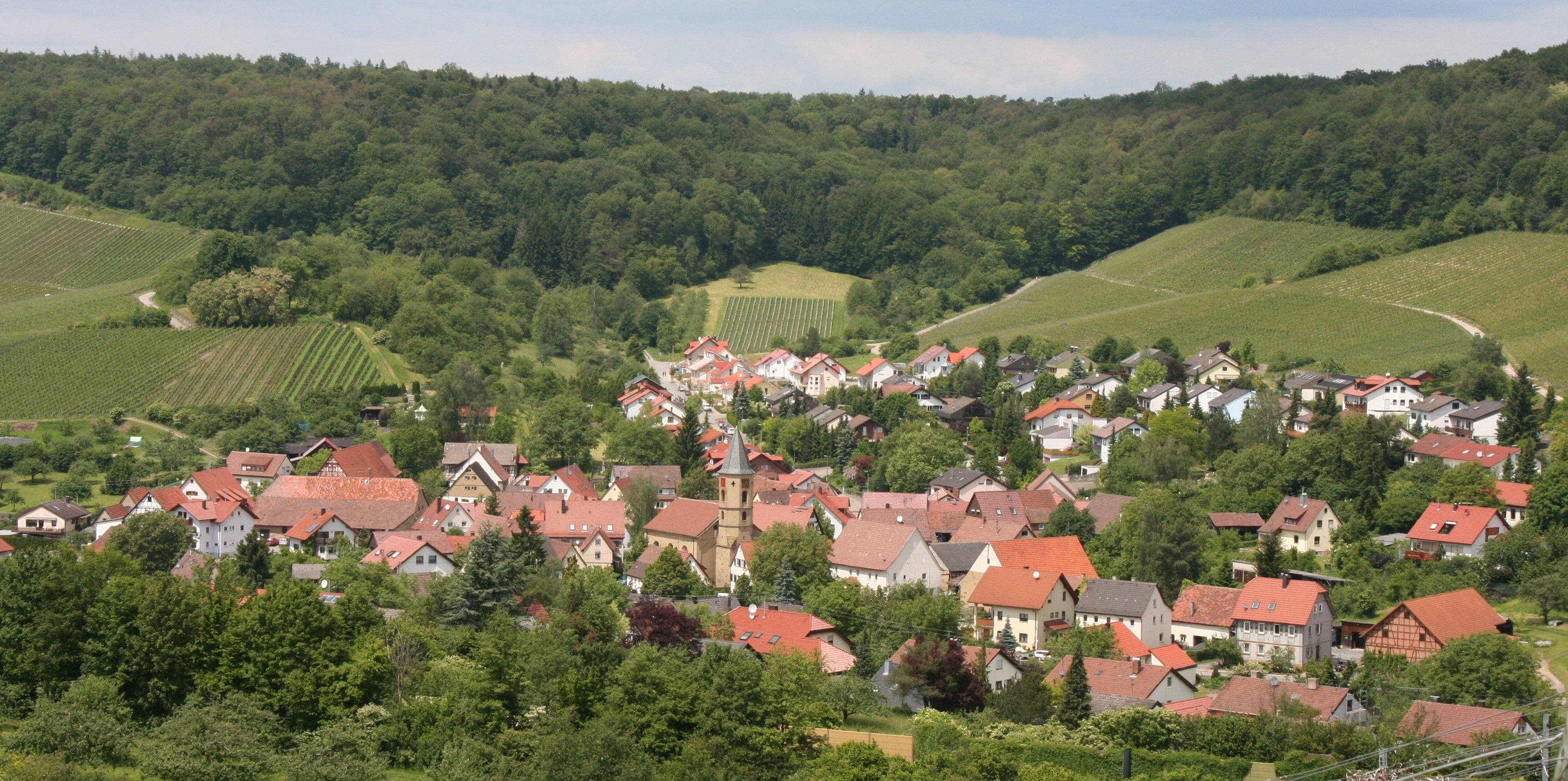
Wimmental

Wimmental ist ein Teilort der Stadt Weinsberg (Landkreis Heilbronn, Baden-Württemberg). Die ehemalige Gemeinde wurde am 1. Januar 1975 in die Stadt Weinsberg eingemeindet. Sie hat 659 Einwohner (Stand: 30. Juni 2019) und eine Fläche von 2,80 km² und bildet dort eine eigene Ortschaft.

## Geographie
Wimmental liegt im oberen Tal des Sülzbaches (in Wimmental früher Gerbersbach genannt), einem Seitental des Weinsberger Tales. Die nächsten Orte sind in jeweils nur wenigen Kilometern Entfernung das zu Bretzfeld gehörende Dimbach im Nordosten, das zu Obersulm gehörende Sülzbach im Süden und das ebenfalls zu Weinsberg gehörende Grantschen im Südwesten.

## Geschichte
Wimmental wurde 1254 erstmals in einer Urkunde erwähnt; es gehörte den Herren von Weinsberg. 1441 ging es an Kurpfalz, das es als Lehen an die Herren von Neuenstein gab, die es 1487 an das Kloster Schöntal verkauften. 1504 ging die Oberherrschaft an Württemberg. Als Besitz des Klosters Schöntal nahm Wimmental zwar an der Reformation teil, wurde 1628 aber rekatholisiert. In der Folge wohnen auch heute noch, anders als in der Kernstadt Weinsberg und deren anderen Teilorten, mehrheitlich Katholiken in Wimmental.
Nach Aufhebung der Abtei Schöntal 1802/03 kam Wimmental vollständig in württembergischen Besitz und wurde 1803 bis 1806 zunächst dem Oberamt Heilbronn zugeteilt. Bei der weiteren Umsetzung der neuen Verwaltungsgliederung im Königreich Württemberg wurde Wimmental 1807 dem Oberamt Weinsberg zugeordnet. Eine vom Volksstaat Württemberg 1926 durchgeführte Verwaltungsreform führte zur Auflösung des Oberamts Weinsberg, so dass Wimmental wieder zum Oberamt Heilbronn kam, aus dem 1938 der gleichnamige Landkreis hervorging. 1939 wurden 276 Einwohner gezählt, Ende 1945 waren es 345. Da der Ort nach dem Zweiten Weltkrieg Teil der Amerikanischen Besatzungszone geworden war, gehörte er somit seit 1945 zum neu gegründeten Land Württemberg-Baden, das 1952 im jetzigen Bundesland Baden-Württemberg aufging.
Im Rahmen der Kommunalreform ab 1970 war zunächst vorgesehen, Wimmental in der neu zu schaffenden Gemeinde Obersulm aufgehen zu lassen. Dies traf auf Ablehnung, da sich der Ort immer talabwärts orientiert hatte. Eine Bürgerversammlung am 11. März 1973 ergab, dass die Einwohner eindeutig für den Anschluss an die Stadt Weinsberg waren. Eine Bürgeranhörung am 20. Januar 1974 bestätigte dies mit einer Mehrheit von 86 % (bei einer Beteiligung von allerdings nur 38 %). Der Eingliederungsvertrag wurde am 7. März 1974 unterzeichnet, die freiwillige Eingliederung in die Stadt Weinsberg am 1. Januar 1975 wirksam.

### Religionen
Wimmental durchlief als Besitz des Klosters Schöntal zunächst die Reformation sowie später die Rekatholisierung im Jahr 1628. Daher ist die Mehrheit der Einwohner heute noch katholisch. Für sie gibt es die Kirchengemeinde St. Oswald, die neben Wimmental auch für Grantschen und die zwei Weinsberger Nachbargemeinden Ellhofen und Lehrensteinsfeld zuständig ist und rund 1.600 Mitglieder hat. (Stand: 2013) Zusammen mit der katholischen Kirchengemeinde St. Josef in Weinsberg bildet sie seit 2002 die Seelsorgeeinheit "Unteres Weinsberger Tal". Die evangelischen Christen in Wimmental gehören zur Evangelischen Kirchengemeinde Sülzbach, die etwa 1.650 Mitglieder hat, davon 170 aus Wimmental (Stand: 2013). Nach Zahlen der Weinsberger Stadtverwaltung sind Stand 30. Juni 2015 224 Einwohner Wimmentals katholisch und 198 evangelisch.

## Politik

### Gemeinderat und Ortschaftsrat
Im Weinsberger Gemeinderat sind zwei Sitze für Vertreter Wimmentals reserviert. Da Weinsberg nach der Unechten Teilortswahl wählt, werden die Wimmentaler Vertreter nicht nur von den Einwohnern Wimmentals, sondern von allen Weinsbergern gewählt.
Bei jeder Kommunalwahl wird von der wahlberechtigten Bevölkerung Wimmentals ein Ortschaftsrat mit sechs Mitgliedern gewählt, der bei wichtigen die Ortschaft betreffenden Angelegenheiten zu hören ist. Seit der Wahl 2009 sind die Freie Wählervereinigung Weinsberg 1950 (FWV) und die CDU im Ortschaftsrat Wimmental mit jeweils drei Mitgliedern vertreten. Andere Wahlvorschläge als FWV oder CDU gab es keine.

### Ortsvorsteher und Bürgermeister
Auf Vorschlag des Ortschaftsrats hin wählt der Weinsberger Gemeinderat für jede Ortschaft einen ehrenamtlichen Ortsvorsteher. In Wimmental ist dies seit 2014 (Stand: 2024) Reiner Michel.
Letzter Bürgermeister Wimmentals vor der Eingemeindung war von 1968 bis 1975 der langjährige CDU-Bundestagsabgeordnete Egon Susset, der von 1975 bis 1977 auch erster Ortsvorsteher war. Seine Nachfolger in diesem Amt waren von 1977 bis 1997 Rudolf Hörbe und von 1997 bis 2014 Hugo Baum.

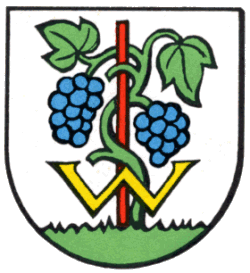
Das Wappen Wimmentals

### Wappen und Flagge
Das Wimmentaler Wappen zeigt: In Silber auf grünem Boden an rotem Pfahl ein grüner Weinstock mit blauen Trauben, unten überdeckt mit dem goldenen Großbuchstaben W. Die Flaggenfarben Wimmentals sind Blau-Weiß.
Das Wappenbild wurde nach 1930 in den Gemeindedienststempel aufgenommen und geht auf eine farbige Zeichnung in einer 1692 erstellten Abschrift der Dorfordnung von 1566 zurück, die der schöntalische Amtmann und Klostergeistliche Joseph Müller dem Ort zum neuen Jahr 1692 schenkte.

## Kultur und Sehenswürdigkeiten

### Bauwerke und Denkmale
Das 1678 erbaute und 1748 erweiterte barocke ehemalige Amtshaus des Klosters Schöntal, der sogenannte Pfleghof, beherbergt heute das katholische Pfarramt. Das Pfarrhaus ist in Fachwerk ausgeführt, die Hofmauer schmücken barocke Bildwerke. Direkt gegenüber befindet sich die ehemalige Schöntalische Kelter von 1581.
Im Steinernen Haus, einem Bau aus der Zeit um 1600, hielten die Katholiken von 1650 bis 1686 wegen Schwierigkeiten mit der württembergischen Herrschaft ihre Gottesdienste ab.
Die katholische Kirche St. Oswald wurde 1845 bis 1849 im neuromanischen Stil an Stelle einer kleineren Kapelle aus dem Jahr 1453 erbaut.
Oberhalb des Ortes in den Weinbergen auf dem Altenberg wurde 1854 die Kapelle Ave Maria erbaut und am 10. Oktober desselben Jahres eingeweiht. Sie wurde 1852 vom Weingärtner Josef Sebastian Reistenbach (1759–1854) gestiftet. Der etwa 7 m lange und 4 m breite Sakralbau hat einen turmähnlichen Aufbau sowie eine Glocke. 1894 wurde zudem ein Bild des Hl. Aloysius und 1895 das Bild des Hl. Josef mit Jesuskind gestiftet.
1900 wurde der Kapellenberg um einen Kreuzweg zur Kapelle hinauf ergänzt, der von Franz B. Harlacher gestiftet wurde. Zudem stiftete Harlacher eine Kreuzigungsgruppe an der Kapelle: Jesus und die Schächer am Kreuz, die durch den Bildhauer Kaiser, Iggingen, für etwa 2000 Mark geschaffen wurde.
In Wimmental befinden sich als weitere Zeugnisse der katholischen Frömmigkeit viele Bildstöcke.

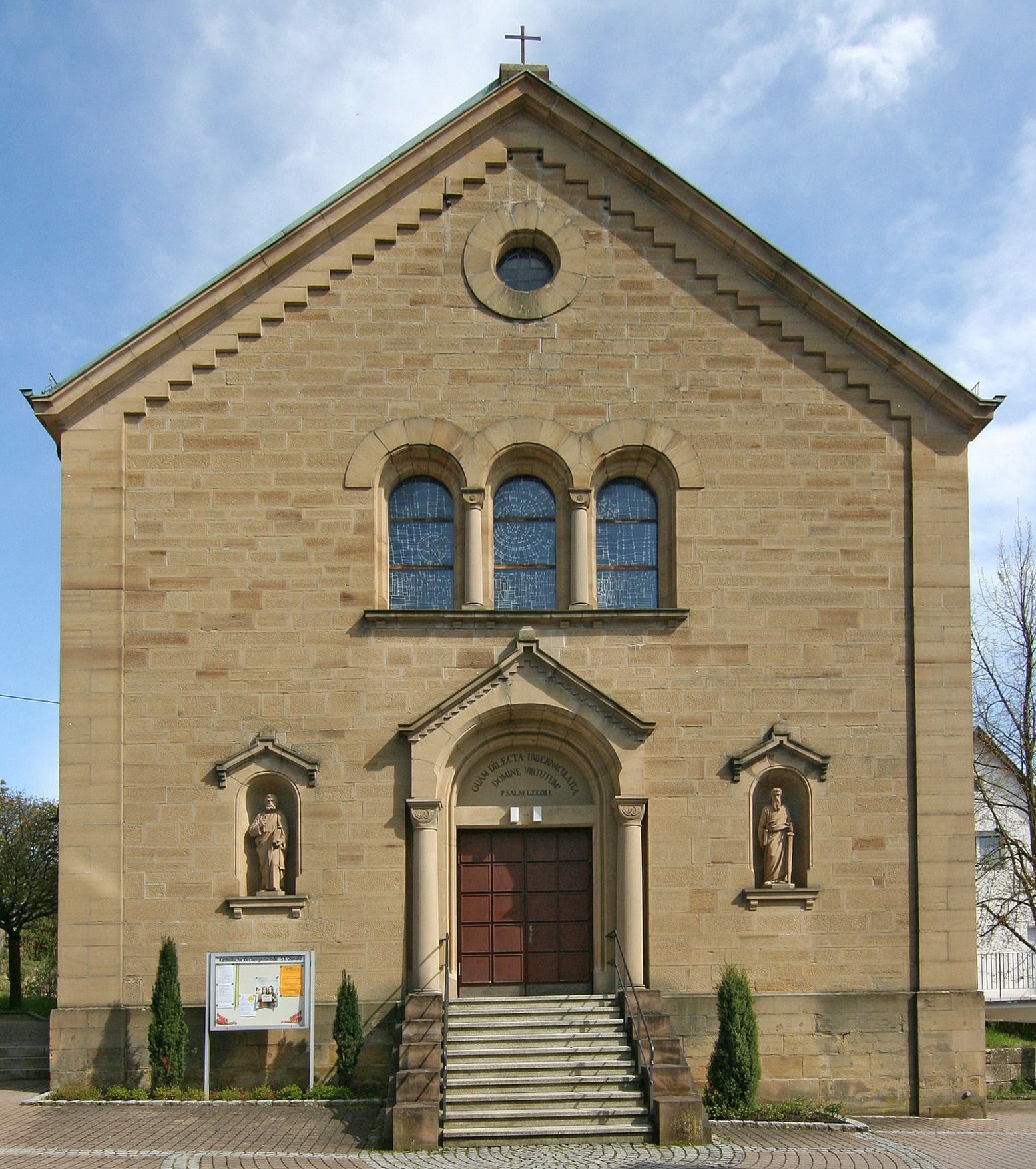
Die katholische Kirche St. Oswald
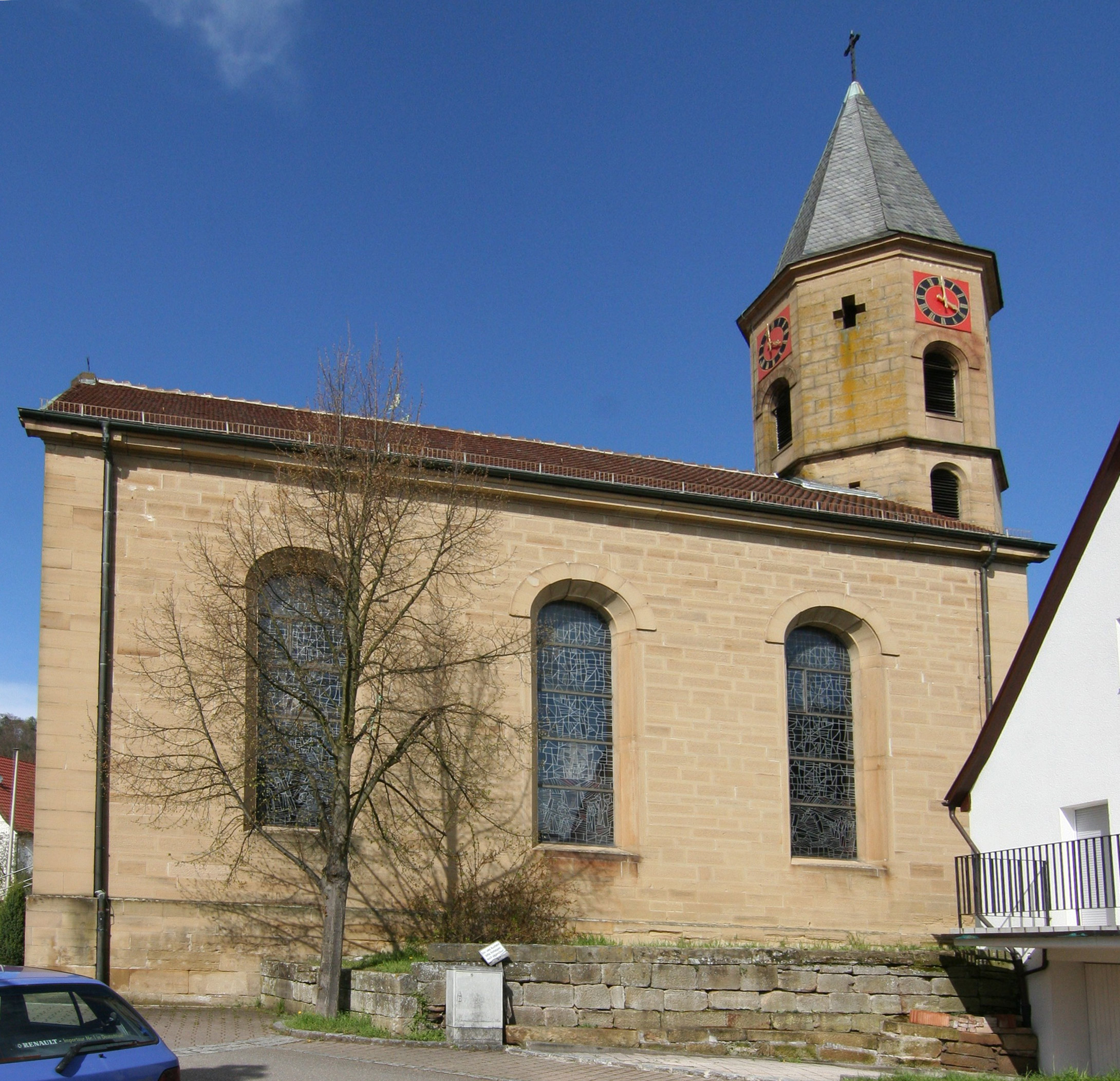
Die katholische Kirche St. Oswald, Seitenansicht
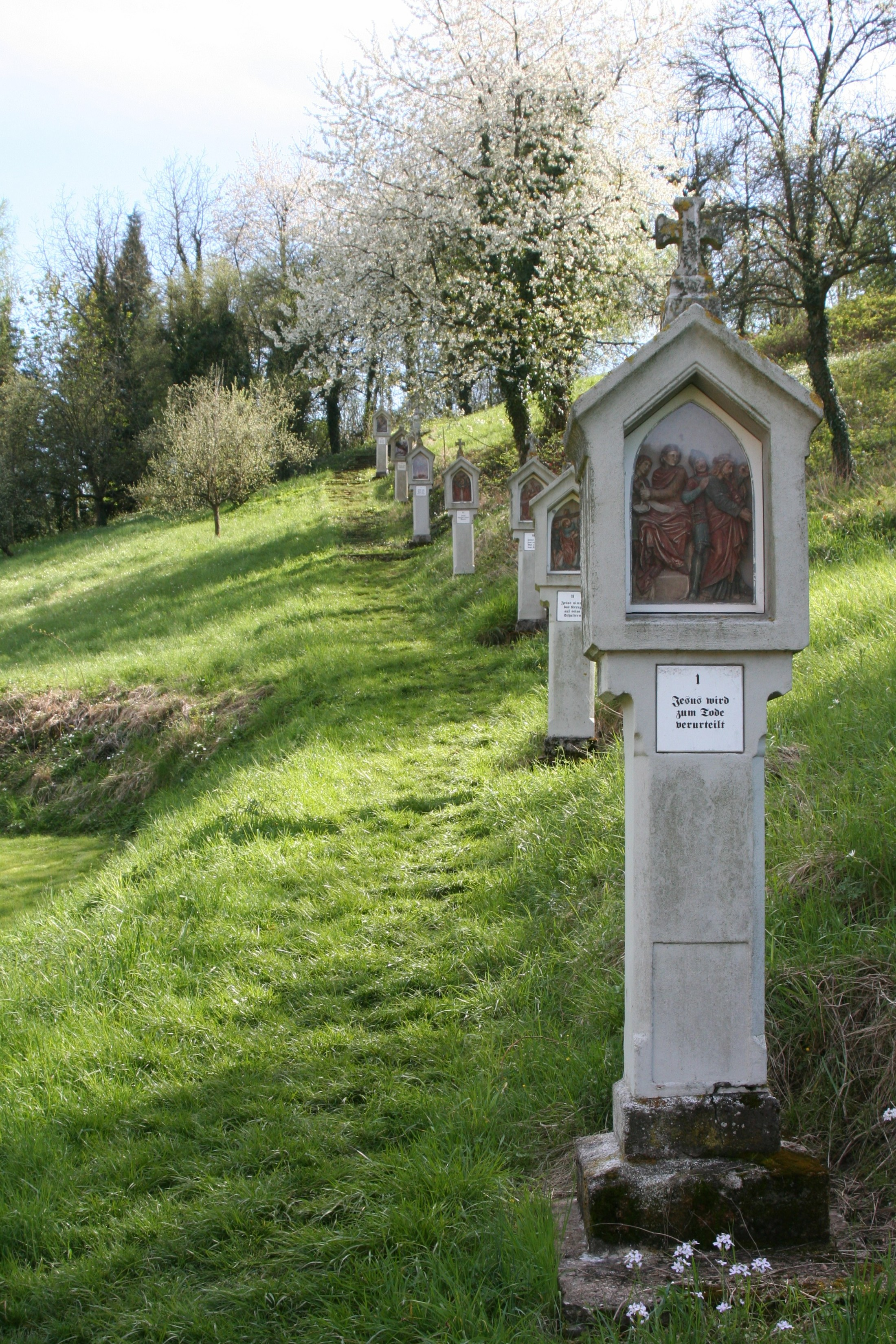
Wimmentaler Kreuzweg
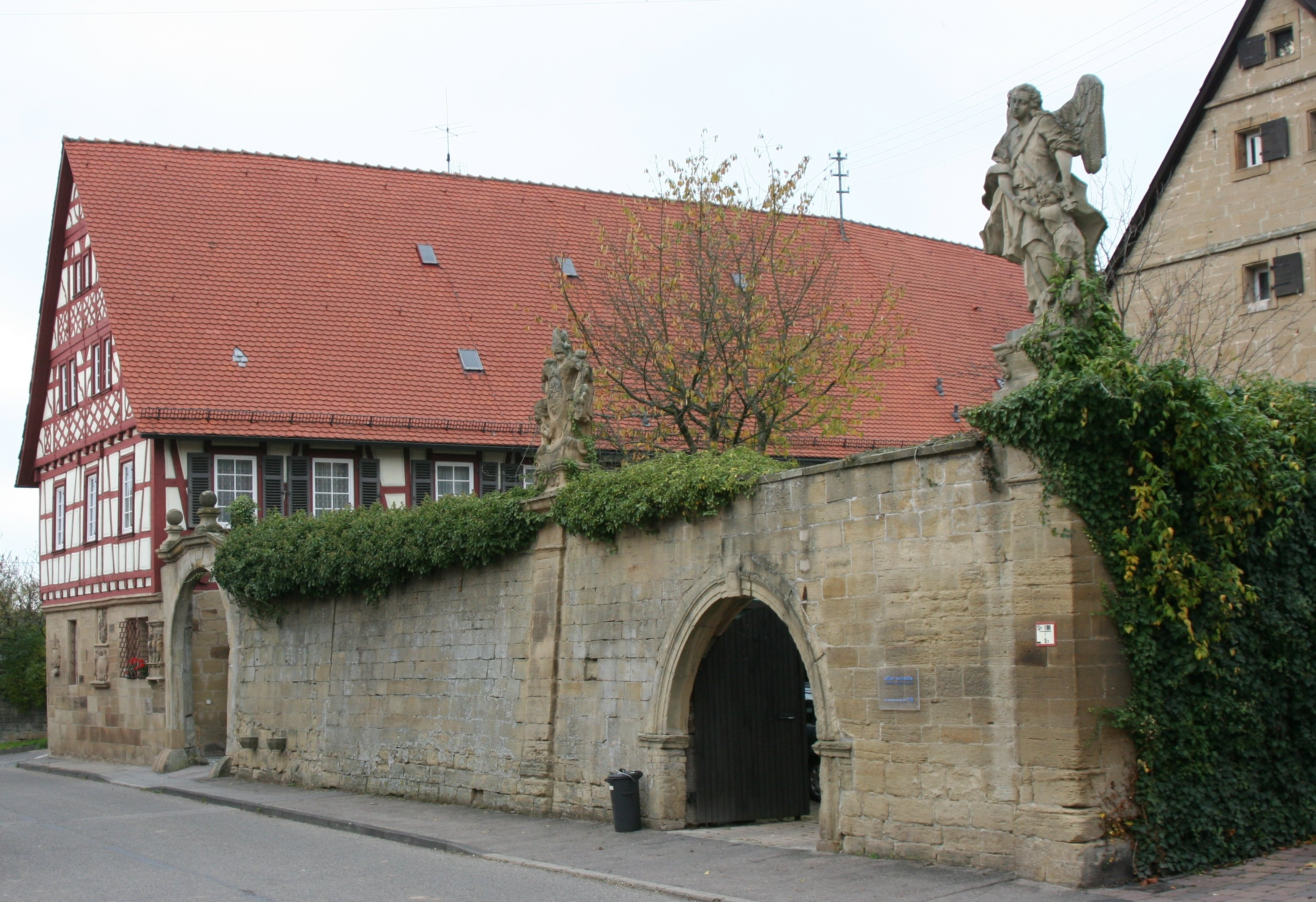
Der Schöntaler Pfleghof
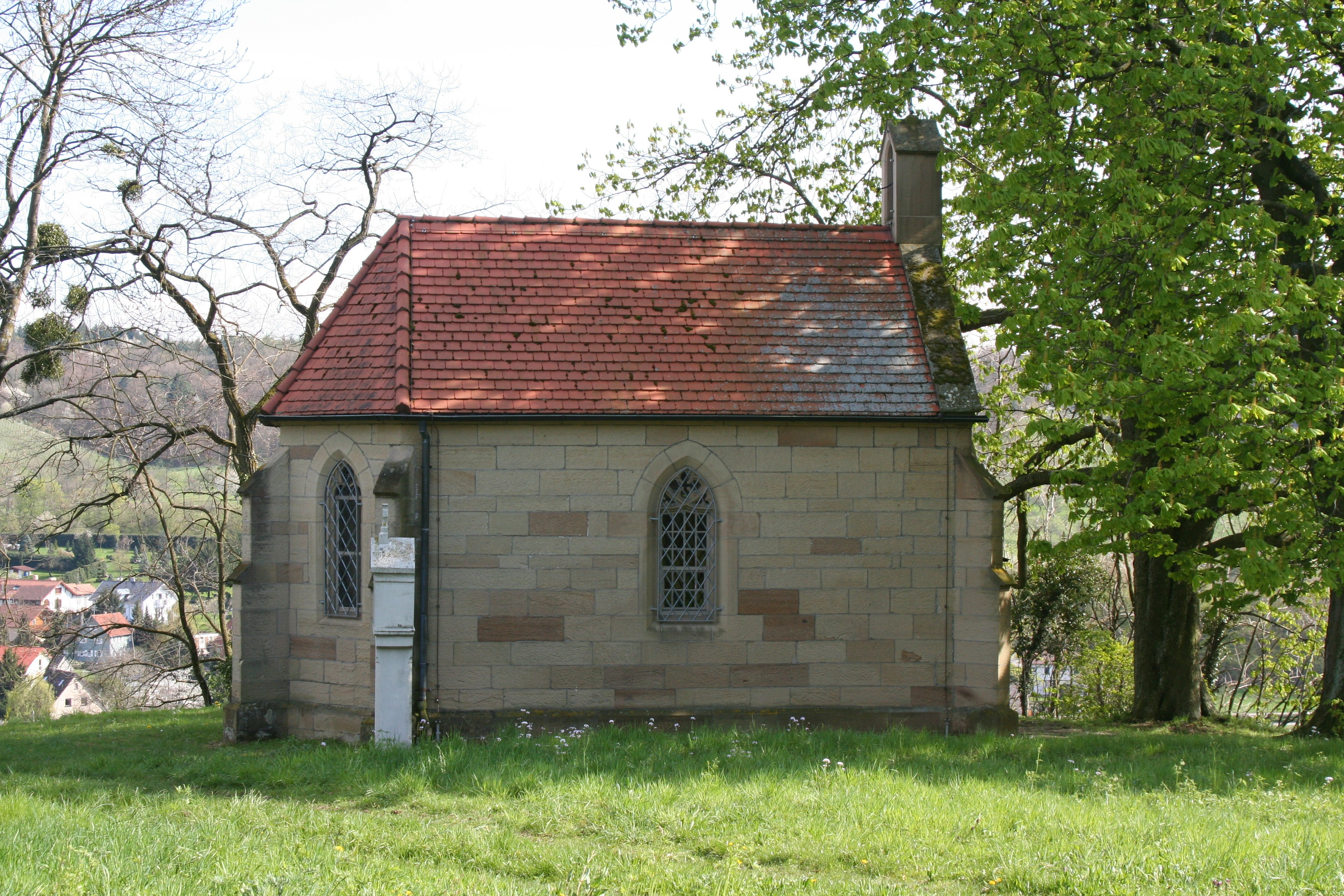
Die Kapelle Ave Maria

### Sport und Vereine
Wichtigster Wimmentaler Verein ist der 1910 gegründete Gesangverein Urbanus Wimmental. Einen Sportverein gibt es nicht in Wimmental, aber ein eigenes kleines Freibad, das 1963 in der Doppelfunktion Löschwasserteich und Freibad erbaut wurde.

## Wirtschaft und Infrastruktur

### Verkehr
Mit den Nachbarorten Dimbach, Sülzbach und Grantschen ist Wimmental durch Kreisstraßen verbunden. Die Bundesautobahn 6 führt zwar mit der Talbrücke Wimmental direkt an Wimmental vorbei, hat aber hier keine Anschlussstelle. Die nächste Autobahnanschlussstelle befindet sich in Weinsberg. Der Öffentliche Nahverkehr wird mit Bussen abgewickelt, die nächste Bahnstation ist wenige Kilometer entfernt in Obersulm-Sülzbach an der Bahnstrecke Crailsheim–Heilbronn, wo auch Anschluss zur Stadtbahn Heilbronn besteht.

### Weinbau
Wimmental ist ein traditionsreicher Weinbauort. Die 1948 gegründete Weingärtnergenossenschaft Wimmental schloss sich 1994 der WG im benachbarten Grantschen an.

### Wasserversorgung
Wimmental bezieht sein Wasser von der Sulmwasserversorgungsgruppe, die schon 1911 von allen Gemeinden des oberen Sulmtals gegründet wurde und ihre Mitglieder mit Wasser aus eigenen Quellen versorgt. In Nachfolge Wimmentals ist heute die Stadt Weinsberg Mitglied der Sulmwasserversorgungsgruppe. Wegen des steigenden Bedarfs wird seit 1959 auch Wasser von der Wasserversorgung Nordostwürttemberg (NOW) bezogen. Es handelt sich um Bodenseewasser, das die NOW von der Bodensee-Wasserversorgung bezieht.

### Bildung
Wimmental verfügt zusammen mit Grantschen über die gemeinsame Grundschule Grantschen/Wimmental. Alle weiterführenden Schulen sind in Weinsberg oder Obersulm.

## Persönlichkeiten

### Söhne und Töchter der Gemeinde
- Oswald Susset (1860–1945), Oberamtmann und Regierungsrat
- Egon Susset (1929–2013), Politiker (CDU)
- Franz Susset (1932–2023), Kommunalpolitiker (CDU)